# ГЕС Ta Thang
ГЕС Ta Thang — гідроелектростанція у північній частині В'єтнаму, яка використовує ресурс із річки Ngoi Bo, правої притоки Хонгхи (біля Хайфона впадає в Тонкінську затоку Південнокитайського моря).
У межах проєкту річку перекрили греблею, яка утримує лише невелике водосховище з площею поверхні 0,2 км2 та об'ємом 1,85 млн м3. Звідси ресурс подається через дериваційний тунель завдовжки 4,5 км, що переходить у напірний водовід довжиною 0,4 км.
Машинний зал обладнали двома турбінами типу Френсіс потужністю по 30 МВт, які при напорі у 148 метрів повинні забезпечувати виробництво 245 млн кВт·год електроенергії на рік.
Видача продукції відбувається по ЛЕП, розрахованій на роботу під напругою 110 кВ.